# أندرو لوك
أندرو أوستن لوك (وُلد في 12 سبتمبر 1989) هو إداري في كرة القدم الأمريكية ولاعب ظهير ربعي محترف سابق، يشغل حالياً منصب المدير العام لفريق ستانفورد كاردينال. سبق له أن لعب في الدوري الوطني لكرة القدم الأمريكية لسبعة مواسم مع فريق إنديانابوليس كولتس. وكان يُعدّ من أبرز اللاعبين الهواة خلال مسيرته الجامعية مع ستانفورد، حيث فاز بجوائز ماكسويل، ووالتر كامب، وجوني أونيتاس للذراع الذهبية في سنته الأخيرة، قبل أن تختاره الكولتس كأول اختيار في درافت الدوري الوطني لكرة القدم الأمريكية لعام 2012.
أحدث لوك تأثيرًا منذ عامه الأول، حيث حطم أرقام المبتدئين القياسية في عدد الياردات الممررة خلال موسم واحد وخلال مباراة واحدة، وقاد الفريق الذي أنهى موسمه السابق بنتيجة 2–14 إلى سجل 11–5 وتأهل إلى الأدوار الإقصائية. وبعد أن أثبت نفسه كصانع ألعاب يجيد التمرير والركض، قاد الكولتس إلى لقبين متتاليين في مجموعتهم خلال الموسمين التاليين. في الأدوار الإقصائية، قاد لوك ثاني أكبر عودة في تاريخ تصفيات الدوري الوطني لكرة القدم الأمريكية خلال موسم 2013، وساهم في وصول الفريق إلى نهائي القسم الأمريكي عام 2014. حصل على تكريم برو بول في أول ثلاثة مواسم له، وتصدر الدوري بعدد التمريرات الحاسمة في عام 2014.
في المواسم الثلاثة التالية، عانى لوك من إصابات متكررة تسببت في غيابه عن موسم 2017 بأكمله. لكنه عاد إلى مستواه في الموسم التالي، محققًا عدة أرقام شخصية قياسية، وقاد الفريق من جديد إلى الأدوار الإقصائية. ونظير ذلك، حصل على جائزة "العودة الأفضل لهذا العام" واختير للبرو بول للمرة الرابعة. ومع ذلك، أعلن اعتزاله قبيل انطلاق موسم 2019 بسبب الإصابات المتكررة التي تعرض لها. وفي عام 2024، عاد إلى جامعة ستانفورد ليشغل منصب المدير العام لفريقها. وكان قد أُدرج في قاعة مشاهير كرة القدم الجامعية في عام 2022.

## النشأة
وُلد لوك في واشنطن العاصمة لكاثي (ني ويلسون) وأوليفر لوك، الذي شغل منصب مفوض إكس أف أل، وكان نائب الرئيس التنفيذي للشؤون التنظيمية في الرابطة الوطنية لرياضة الجامعات. كما كان لاعب وسط سابق ومديرًا رياضيًا في جامعة وست فرجينيا، ولاعبًا سابقًا في الدوري الوطني لكرة القدم الأمريكية لصالح فريق هيوستن أويلرز.
تربّى لوك على الديانة الكاثوليكية الرومانية، وشارك في نشاطات مجموعة الشبيبة في كنيسته.
شغل أوليفر لوك منصب المدير العام لفريقين في دوري العالم لكرة القدم الأمريكية قبل أن يصبح رئيساً للدوري، ما جعل أندرو يقضي طفولته المبكرة في لندن وفرانكفورت، ألمانيا، حيث التحق بمدرسة فرانكفورت الدولية. أندرو هو الابن الأكبر من بين أربعة أبناء، بينهم شقيقتان: ماري إلين وإميلي، وشقيق يدعى أديسون. ماري إلين تخرجت من ستانفورد ولعبت كرة الطائرة هناك، وإميلي تخرجت من ستانفورد أيضًا، وأديسون التحق بـجامعة ييل حيث لعب كرة القدم.
أثناء إقامته في لندن، التحق أندرو بـالمدرسة الأمريكية في لندن. ونتيجة لنشأته في لندن، أصبح من محبي كرة القدم. وعلى الرغم من تواصل مشجعي ناديي أرسنال وتوتنهام هوتسبير معه ظنًا منهم أنه مشجع لأحد الناديين، قال لوك: "أحاول دعم أكبر عدد ممكن من اللاعبين الأميركيين الذين يلعبون في الدوري الإنجليزي الممتاز". وذكر أن فريق هيوستن دينامو هو "الفريق رقم واحد في قلبي"، لأن والده كان أول رئيس ومدير عام للنادي.
عاد أفراد عائلة لوك إلى ولاية تكساس عندما عُيّن أوليفر لوك رئيسًا تنفيذيًا لهيئة الرياضة في مقاطعة هاريس - هيوستن. وهناك، التحق أندرو بـمدرسة ستراتفورد الثانوية، حيث رمى لما مجموعه 7,139 ياردة و53 تمريرة حاسمة خلال مسيرته في المدرسة الثانوية، وركض لمسافة إضافية بلغت 2,085 ياردة. كما كان أحد أفضل اثنين في صفه وتخرج كـ"مشارك أول" في عام 2008. ووفقًا لموقع Rivals.com، كان لوك يُصنّف كلاعب من فئة الأربع نجوم، واحتل المرتبة الرابعة بين أفضل لاعبي الظهير الربعي بأسلوب المحترفين في دفعة 2008. وشارك أيضًا في مباراة الجيش الأميركي لكل النجوم 2008. وبصفته هدفًا مرغوبًا لكبرى الجامعات، اختار لوك الالتحاق بجامعة ستانفورد بدلًا من عروض قُدمت له من جامعة نورث وسترن، وجامعة ولاية أوكلاهوما، وجامعة بيدرو، وجامعة رايس، وجامعة فرجينيا، وذلك بعد أن جُنّد من قِبل مدرب ستانفورد آنذاك جيم هاربو.

## المسيرة الجامعية
بعد قبوله منحةً رياضية للالتحاق بجامعة ستانفورد، لعب أندرو لك تحت إشراف المدربين جيم هاربو وديفيد شو ضمن فريق الكاردينال من عام 2008 إلى 2011.

### موسم 2009

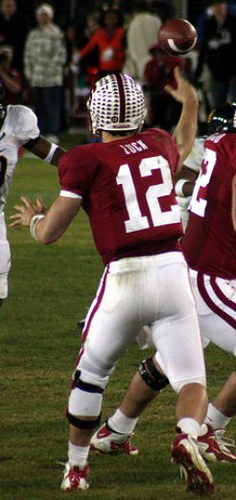
أندرو لوك في المباراة الكبرى ضد وجامعة كاليفورنيا (بيركلي) في عام 2009

بعد أن قضى موسمه الأول في 2008 على مقاعد البدلاء، حصل لوك على مركز قاعدي الفريق الأساسي في عام 2009 متفوقًا على اللاعب الأساسي السابق تافيتا بريتشارد، ليصبح أول طالب مستجد في ستانفورد يتولى هذا الدور منذ تشاد هاتشينسون في 1996. في موسمه الأول، قاد أندرو فريق الكاردينال للفوز على فرق مصنفة ضمن العشرة الأوائل مثل أوريغون ويو إس سي، وتأهل الفريق إلى صن بول 2009. وفي ظل أسلوب هجومي يعتمد على الجري ويضم وصيف جائزة هايزمان توبي غيرهارت، مرّر أندرو لمسافة 2,575 ياردة. كما بلغت مجموع يارداته الهجومية 2,929 ياردة، وهو خامس أعلى رقم في تاريخ ستانفورد. تصدّر لك ترتيب الرابطة "باك-10" في معدل كفاءة التمرير بـ143.5، وحلّ ثانيًا في إجمالي الهجوم.
أُصيب أندرو في إصبعه اليدوي المستخدمة في الرمي خلال آخر مباراة للفريق في الموسم الاعتيادي ضد نوتردام، وخضع لعملية جراحية قبل مباراة صن بول، مما حال دون مشاركته في تلك المباراة.

### موسم 2010

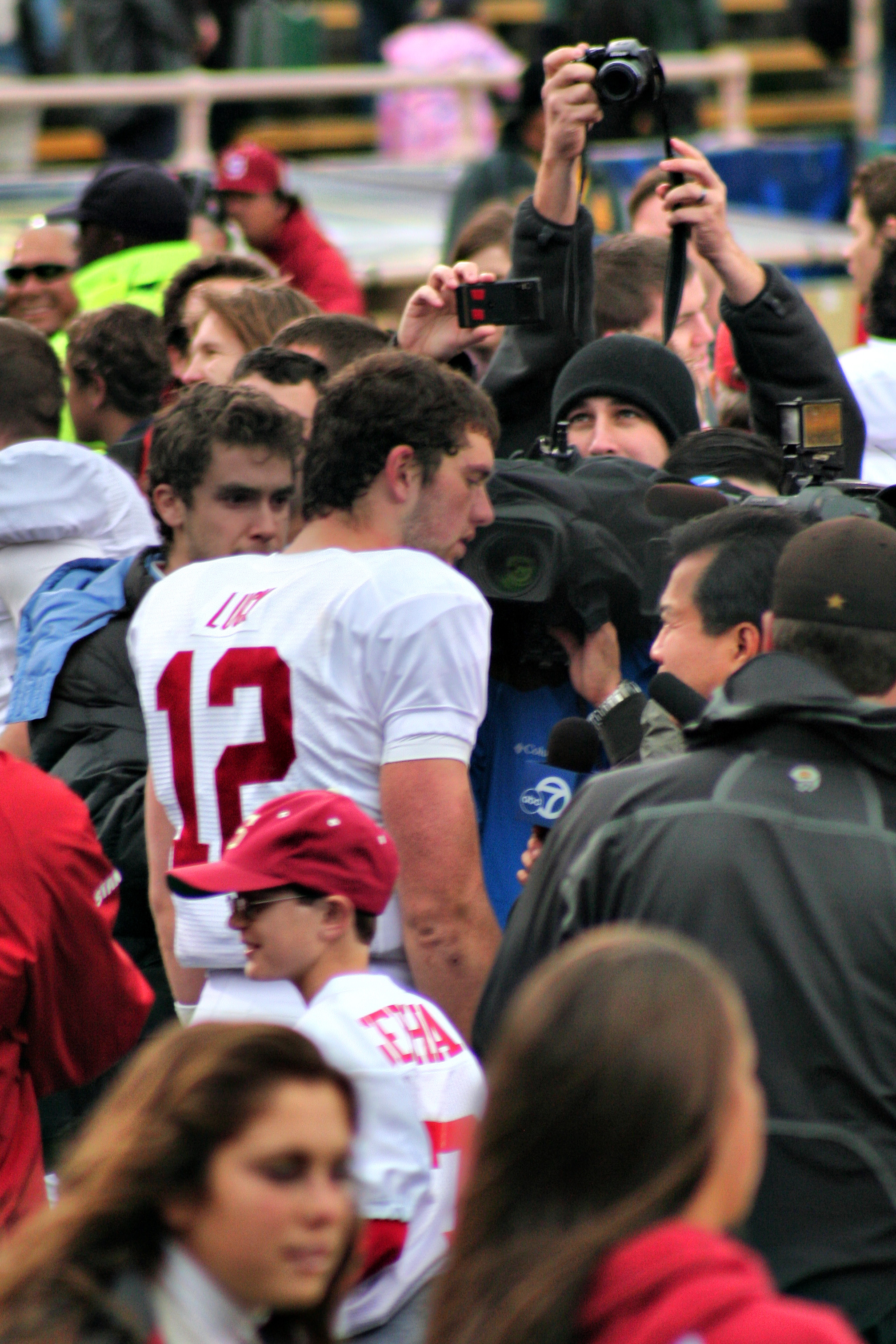
لوك بعد المباراة الكبرى بين ستانفورد وجامعة كاليفورنيا (بيركلي) في عام 2010

برز أندرو في عام 2010 كأحد أفضل اللاعبين على مستوى البلاد، ونال لقب أفضل لاعب هجومي في مؤتمر "باك-10"، كما اُختير بالإجماع ضمن الفريق الأول في المؤتمر. قاد ستانفورد إلى سجل 12–1، ومركز رابع في التصنيف النهائي لوكالة "أسوشيتد برس"، وفوز في أورانج بول. حصل على لقب أفضل لاعب في أورانج بول بعد أن مرر لأربعة أهداف في الفوز 40–12 على فرجينيا للتقنية. تصدر أندرو تصنيفات "باك-10" مجددًا في كفاءة التمرير بـ170.2، وتصدر أيضًا ترتيب إجمالي الهجوم بـ3,791 ياردة، والتمرير بـ3,338 ياردة، وعدد التمريرات الحاسمة بـ32 تمريرة. كما ركض لك لمسافة 453 ياردة، وهو رقم قياسي لقلّة ستانفورد، متضمنًا ثلاث جريات تجاوزت كل منها 50 ياردة. كانت تمريراته الحاسمة الـ32 رقمًا قياسيًا جديدًا في تاريخ الجامعة، محطمًا الرقم السابق البالغ 27 الذي كان يحمله جون إلواي وستيف ستنستروم. كذلك، حطم رقم المدرسة في إجمالي الياردات الهجومية في موسم واحد بـ3,791 ياردة، متجاوزًا الرقم السابق البالغ 3,398. كما سجل أرقامًا قياسية في نسبة التمريرات المكتملة (70.7%) وتقييم الكفاءة (170.2). فاز بجائزة أفضل لاعب هجومي في الأسبوع مرتين، ضد فريقي أريزونا وكاليفورنيا.
أنهى أندرو موسم 2010 ولديه سنتان من الأهلية الجامعية، وكان مؤهلاً لدخول درافت الدوري الوطني لكرة القدم الأمريكية 2011، لكنه أعلن في 6 يناير 2011 أنه سيبقى في ستانفورد لإكمال دراسته. واعتُبر على نطاق واسع من قبل محللي الرياضة وموقع إي إس بي إن كأفضل موهبة متاحة في موقع قاعدي الفريق على مستوى الكليات. وفي ديسمبر 2010، توقعت مجلة سبورتنج نيوز أنه كان سيُختار كأول لاعب في الدرافـت لو قرر دخوله.

### موسم 2011
في 2011، قاد لك فريق ستانفورد لتحقيق سجل 11–2، والتأهل إلى إحدى مباريات BCS، وهي فييستا بول 2012 ضد ولاية أوكلاهوما، وأنهى الموسم في المركز السابع بتصنيف وكالة "أسوشيتد برس". فاز بجائزة ماكسويل وجائزة والتر كامب لأفضل لاعب في السنة. وكان وصيفًا لجائزة هايزمان للمرة الثانية على التوالي، ليصبح رابع لاعب يحتل المركز الثاني مرتين في التصويت على الجائزة. اُختير ضمن الفريق الأول لـAll-America من قبل جهات متعددة (رابطة مدربي كرة القدم الأمريكية، وولتر كامب، إي إس بي إن.كوم، وPro Football Weekly). نال أيضًا لقب أفضل لاعب هجومي في باك-12، ليصبح خامس لاعب فقط يفوز بالجائزة مرتين (بعد جون إلواي، تشارلز وايت، ريجي بوش، وروبين مايس). كما اُختير ضمن الفريق الأول للمؤتمر للسنة الثانية على التوالي.
سجل لك رقمًا قياسيًا جديدًا في عدد التمريرات الحاسمة بمسيرته الجامعية بـ82 تمريرة، محطمًا رقم جون إلواي السابق البالغ 77. وسجل رقمًا جديدًا لعدد التمريرات الحاسمة في موسم واحد بـ37، محطمًا رقمه السابق البالغ 32. كما حطم الرقم القياسي للياردات الإجمالية بمسيرته بـ10,387 ياردة، متجاوزًا رقم ستنستروم البالغ 9,825. أصبح لك اللاعب الأكثر فوزًا في تاريخ ستانفورد كقاعدي أساسي بـ31 فوزًا حتى نهاية الموسم الاعتيادي، كما أصبح صاحب أعلى نسبة فوز بين قاعديي ستانفورد بـ0.816 (31–7).
كذلك، حطم أندرو أرقام باك-12 في تقييم كفاءة التمرير (162.8) ونسبة الإكمال (67.0%) بمسيرته. كما كسر رقمه السابق لأعلى نسبة تمريرات مكتملة في موسم واحد بـ71.3%. حصل على جائزة لاعب الأسبوع الهجومي في باك-12 لأدائه ضد ولاية واشنطن. كما حصل على جائزة أفضل طالب رياضي أكاديمي لعام 2011 في الولايات المتحدة.

### الإحصائيات الجامعية
| فريق ستانفورد كاردينال | فريق ستانفورد كاردينال | فريق ستانفورد كاردينال | فريق ستانفورد كاردينال | فريق ستانفورد كاردينال | فريق ستانفورد كاردينال | فريق ستانفورد كاردينال | فريق ستانفورد كاردينال | فريق ستانفورد كاردينال | فريق ستانفورد كاردينال | فريق ستانفورد كاردينال | فريق ستانفورد كاردينال | فريق ستانفورد كاردينال | فريق ستانفورد كاردينال | فريق ستانفورد كاردينال | فريق ستانفورد كاردينال | فريق ستانفورد كاردينال | فريق ستانفورد كاردينال |
| الموسم                 | التمرير                | التمرير                | التمرير                | التمرير                | التمرير                | التمرير                | التمرير                | الجري                  | الجري                  | الجري                  | الجري                  | الجري                  | الاستقبال              | الاستقبال              | الاستقبال              | مجموع الياردات         |                        |
| الموسم                 | مكتملة                 | محاولات                | ياردات                 | النسبة (%)             | تمريرات TD             | اعتراضات               | التقييم                | محاولات                | ياردات                 | المتوسط                | الأطول                 | TD                     | استقبال                | ياردات                 | المتوسط                | مجموع الياردات         |                        |
| ---------------------- | ---------------------- | ---------------------- | ---------------------- | ---------------------- | ---------------------- | ---------------------- | ---------------------- | ---------------------- | ---------------------- | ---------------------- | ---------------------- | ---------------------- | ---------------------- | ---------------------- | ---------------------- | ---------------------- | ---------------------- |
| 2008                   | قميص احمر              | قميص احمر              | قميص احمر              | قميص احمر              | قميص احمر              | قميص احمر              | قميص احمر              | قميص احمر              | قميص احمر              | قميص احمر              | قميص احمر              | قميص احمر              | قميص احمر              | قميص احمر              | قميص احمر              | قميص احمر              |                        |
| 2009                   | 162                    | 288                    | 2٬575                  | 56.3                   | 13                     | 4                      | 143.5                  | 61                     | 354                    | 5.8                    | 31                     | 2                      | 1                      | 11                     | 11.0                   | 2٬929                  |                        |
| 2010                   | 263                    | 372                    | 3٬338                  | 70.7                   | 32                     | 8                      | 170.2                  | 55                     | 453                    | 8.2                    | 58                     | 3                      | 0                      | 0                      | 0.0                    | 3٬791                  |                        |
| 2011                   | 288                    | 404                    | 3٬517                  | 71.3                   | 37                     | 10                     | 169.7                  | 47                     | 150                    | 3.2                    | 17                     | 2                      | 1                      | 13                     | 13.0                   | 3٬667                  |                        |
| المجموع الكلي          | 713                    | 1٬064                  | 9٬430                  | 67.0                   | 82                     | 22                     | 162.8                  | 163                    | 957                    | 5.9                    | 58                     | 7                      | 2                      | 24                     | 12.0                   | 10٬387                 |                        |